# Risonanza magnetica elastografica
La risonanza magnetica elastografica (o elastografia a risonanza magnetica) è una tecnica di imaging biomedico non invasiva che misura le proprietà meccaniche (rigidità) dei tessuti biologici molli facendo penetrare onde di taglio e ricostruendo la loro propagazione utilizzando la risonanza magnetica. Ciò può essere importate per formulare una diagnosi poiché i tessuti malati sono spesso più rigidi rispetto al normale tessuto circostante. Per esempio, i tumori della mammella sono molto più duri dei tessuti fibroglandolari sani. Questa caratteristica viene utilizzata per lo screening e la diagnosi di molte malattie.
L'elastografia a risonanza magnetica funziona utilizzando un'onda a gradiente aggiuntiva nella sequenza di impulsi delle scansione a risonanza magnetica. Le onde di taglio vengono generate da un trasduttore elettromeccanico posto sulla superficie della cute. Questa tecnica venne introdotta per la prima volta da Muthupillai et al. nel 1995 e oggi, 2018, è studiata per essere utilizzata per una moltitudine di malattie che influenzano la rigidità del tessuto. Viene comunemente utilizzata clinicamente per la valutazione della fibrosi del fegato.